# Pseudomyrmex rochai
Pseudomyrmex rochai é uma espécie de formiga do género Pseudomyrmex, subfamilia Pseudomyrmecinae. Esta espécie foi descrita cientificamente por Forel em 1912.

## Distribuição
Encontra-se em Brasil, Colômbia, Equador e Panamá.